# Splényi Ödön
Báró miháldi Splényi Ödön Ferenc (Csermend, 1842. november 24. – Budapest, Erzsébetváros, 1909. január 3.) rendőrtanácsos, Blaha Lujza harmadik férje.

## Élete
Báró Splényi Henrik és Splényi Paulina fiaként született. Középiskolai tanulmányait Székesfehérváron végezte, majd az olasz hadjáratban mint a 6. vértesezred hadnagya vett részt. 1861-67 között jogot végzett Kecskeméten, 1867-ben vármegyei hivatalt vállalt Fejér vármegyében, majd a honvédség szervezésekor ennek kötelékébe lépett főhadnagyi rangban. A Ludovika Akadémia felállításakor annak tanárává nevezték ki. 1873-ban századossá léptették elő, és ezen rangban 1876-ban nyugdíjba ment. Ettől kezdve 1880-ig a Baldácsy báró-féle birtokokat kezelte, amikor is Budapestre ment, és 1881. február 27-én feleségül vette Blaha Lujzát. 1885-ben a székesfővárosi magyar királyi államrendőrséghez nevezték ki kerületi kapitánynak, és az akkori országos kiállítás alkalmával a rendőri külszolgálatot vezette. Ez évben kapta meg a Ferenc József-rend lovagkeresztjét. 1886. április 17-én felügyelői címmel és kapitányi ranggal megbízták a detektívosztály szervezésével, melynek egész 1890-ig állott az élén, amikor rendőrtanácsossá nevezték ki, és átvette a VII. kerületi kapitányság vezetését, majd pedig 1896-ban a IV. kerületi kapitányság vezetője lett. Arra törekedett, hogy a detektívek a papírmunka helyett inkább a területi figyeléssel és felderítéssel foglalkozzanak. Több külföldi rendjellel is kitüntették: szerb Takovo-rend tiszti és commandeur-kereszt, szerb fehérsas-rend, német Mária-rend és a perzsa nap- és oroszlán-rend.
Örök nyugalomra  a Fiumei úti sírkertben helyezték 1909. január 5-én.